# Times Square (Gary Burton)
Times Square is een studioalbum van Gary Burton. Hij nam het op met zijn "nieuwe kwartet", dat voor de helft uit nieuwe musici bestond (ten opzichte van het vorig album). De muziek werd vastgelegd in de Generation geluidsstudio in New York.  

## Musici
- Gary Burton – vibrafoon
- Steve Swallow – basgitaar
- Roy Haynes – slagwerk
- Tiger Okoshi – trompet

## Muziek
Onderstaande omschrijving staat op alle langspeelplaten en compact discs (gegevens 2016). Echter bij afspelen is track 3 Peau douce van Swallow, track 4 Careful.

| Nr. | Titel                                     | Duur |
| --- | ----------------------------------------- | ---- |
| 1.  | Semblence (Keith Jarrett)                 | 4:00 |
| 2.  | Coral (Keith Jarrett)                     | 5:47 |
| 3.  | Careful (Jim Hall)                        | 4:42 |
| 4.  | Peau douce (Steve Swallow)                | 4:55 |
| 5.  | Midnight (Steve Swallow)                  | 4:20 |
| 6.  | Radio (Steve Swallow)                     | 4:41 |
| 7.  | True or false (Steve Swallow, Roy Haynes) | 2:20 |
| 8.  | Como en Vietnam (Steve Swollow)           | 6:43 |

Burton nam Como en Vietnam eerder op voor zijn album Gary Burton & Keith Jarrett.